# Подводные лодки проекта 667Б «Мурена»
Подводные лодки проекта 667Б «Мурена» — серия советских РПКСН — атомных подводных лодок, оснащённых комплексом Д-9 с 12 баллистическими ракетами Р-29 на борту. Все подводные лодки этого проекта поэтапно были выведены из состава флота и утилизированы. Последние АПЛ были утилизированы в 2004 году. 

## История создания
В 1970-x годах лодки проекта 667А «Навага», патрулирующие берега США, столкнулись с созданной мощной системой гидроакустической локации субмарин SOSUS. Во избежания обнаружения лодок было предпринято решение изменить районы боевого дежурства, что представлялось возможным только при увеличении дальности действия стратегического вооружения. Для решения этой задачи была разработана новая баллистическая ракета морского базирования — Р-29. Новая ракета была на 40 % длиннее предшественницы Р-27, имела на 20 % больший диаметр и вдвое большую стартовую массу. При этом дальность стрельбы выросла с 2500 до 7400 км, впервые в ВМФ СССР став межконтинентальной.
Таким ракетам были нужны новые ракетоносцы. Ими и стали лодки проекта «Мурена». Проект был разработан в ЦКБМТ «Рубин», Генеральным конструктором проекта являлся С. Н. Ковалёв.

## Конструкция
Конструкция лодки в целом повторяла конструкцию её предшественниц — лодок проекта 667А «Навага». Из-за увеличения габаритов ракеты количество ракетных шахт сократилось с 16 до 12, кроме этого несколько увеличилась длина лодки, обтекатель ракетных шахт стал более высоким, поэтому силуэт лодки приобрёл характерный «горб».

## Представители
В 1972 году на Северном флоте была создана 41-я дивизия подводных лодок,  состоящая исключительно из кораблей проекта 667Б и базировавшаяся на Гремиху. В 1994-1995 годах 41-я дивизия была объединена с 3-й ДиПЛ и была известна как «341-я дивизия». Два последних «северных» корабля проекта 667Б, К-447 и К-457, завершили свою карьеру в начале 2000-х в 31-й ДиПЛ (Гаджиево), остальные корабли были списаны к 1994 году в Гремихе.
На Тихоокеанском флоте корабли вошли в состав 25-й дивизии подводных лодок (Вилючинск), а с 1978 года — в состав специально сформированной 21-й дивизии подводных лодок (бухта Павловского), лишь два корабля остались в 25-й ДиПЛ. Тихоокеанские корабли прослужили до 1995 — начала 2000-х годов.
| Название           | Зав. № | Закладка   | Спуск      | Ввод в строй, флот        | Списание | Статус               |
| ------------------ | ------ | ---------- | ---------- | ------------------------- | -------- | -------------------- |
| К-279              | 310    | 30.03.1970 | 20.12.1971 | 27.12.1972, СФ            | 1992     | Утилизирована в 2001 |
| К-447 «Кисловодск» | 311    | 18.03.1972 | 31.12.1972 | 30.09.1973, СФ            | 2004     | Утилизирована в 2004 |
| К-450              | 312    | 30.07.1971 | 15.04.1973 | 29.12.1973, СФ            | 1993     | Утилизирована в 1998 |
| К-385              | 324    | 20.10.1971 | 18.06.1973 | 30.12.1973, СФ            | 1994     | Утилизирована в 2003 |
| К-457              | 325    | 31.12.1971 | 25.08.1973 | 30.12.1973, СФ            | 1999     | Утилизирована в 2003 |
| К-465              | 326    | 22.03.1972 | 02.12.1973 | 30.09.1974, СФ            | 1994     | Утилизирована в 2000 |
| К-460              | 337    | 05.06.1972 | 07.02.1974 | 20.09.1974, СФ            | 1995     | Утилизирована в 1998 |
| К-472              | 338    | 10.08.1972 | 26.04.1974 | 14.11.1974, СФ            | 1995     | Утилизирована в 1998 |
| К-475              | 339    | 17.10.1972 | 25.06.1974 | 23.12.1974, СФ            | 1995     | Утилизирована в 1998 |
| К-171              | 340    | 24.01.1973 | 04.08.1974 | 29.12.1974, СФ С 1976 ТОФ | 1995     | Утилизирована в 2001 |

| Название             | Зав.№ | Закладка   | Спуск      | Ввод в строй, флот | Списание | Статус               |
| -------------------- | ----- | ---------- | ---------- | ------------------ | -------- | -------------------- |
| К-366                | 221   | 06.03.1973 | 08.06.1974 | 30.12.1974, ТОФ    | 1993     | Утилизирована в 2003 |
| К-417                | 222   | 09.05.1974 | 06.05.1975 | 20.12.1975, ТОФ    | 1995     | Утилизирована в 1999 |
| К-477                | 223   | 05.12.1974 | 13.07.1975 | 30.12.1975, ТОФ    | 1995     | Утилизирована в 2003 |
| К-497                | 224   | 21.02.1975 | 29.04.1976 | 31.10.1976, ТОФ    | 1995     | Утилизирована в 2003 |
| К-500                | 225   | 25.07.1975 | 14.07.1976 | 19.12.1976, ТОФ    | 2000     | Утилизирована в 2004 |
| К-512 «70 лет ВЛКСМ» | 226   | 21.01.1976 | 26.09.1976 | 18.08.1977, ТОФ    | 1995     | Утилизирована в 2003 |
| К-523                | 227   | 01.07.1976 | 03.05.1977 | 30.10.1977, ТОФ    | 1995     | Утилизирована в 2000 |
| К-530                | 228   | 05.11.1976 | 23.07.1977 | 28.12.1977, ТОФ    | 1999     | Утилизирована в 2001 |